# Эхо тёмной империи
«Эхо тёмной империи» (нем. Echos aus einem düsteren Reich) — документальный фильм режиссёра Вернера Херцога, вышедший на экраны в 1990 году.

## Сюжет
В фильме исследуется личность эксцентричного и жестокого Жана-Беделя Бокассы, самопровозглашённого императора Центральной Африки. Журналист Майкл Голдсмит, который в своё время едва не погиб в застенках диктатуры Бокассы, посещает замок во Франции, где проживал в изгнании император и где продолжают жить некоторые из его многочисленных детей, и ряд мест в Центральноафриканской республике, включая бывший императорский дворец. Голдсмит общается с родственниками (жёнами, детьми) Бокассы, его адвокатами и политическими соперниками, в частности с президентом Давидом Дако. Всё это позволяет создать объёмный образ успешного французского офицера, который превратился в одержимого властью многоженца и каннибала.